# Цулукідзе Георгій Давидович
Князь Георгій Давидович Цулукідзе (груз. გიორგი წულუკიძე; 23 квітня 1860 — 20 травня 1923) — грузинський військовик, генерал-майор Російської імператорської армії, учасник Першої світової війни. Кавалер ордена Святого Георгія 4-го ступеня (1916). З 1918 по 1921 роки служив в армії Грузинської Демократичної Республіки, але після приходу більшовицької влади був заарештований, а потім розстріляний.

## Біографія
Георгій Давидович народився 23 квітня 1860 року в князівській родині Цулукідзе. Початкову освіту здобув у Єлисаветградській військовій прогімназії. 19 липня 1876 року поступив на службу до Російської імператорської армії. Військову освіту здобув в Тифліському піхотному юнкерського училищі, з якого випустився в чині прапорщика 9 вересня 1880 року і розподілений до 156-го піхотного Елисаветпольського полку. 6 травня 1883 року одержав чин підпоручика, 6 травня 1887 року — поручика, 1 липня 1893 року — штабс-капітана. Закінчив Офіцерську стрілецьку школу з оцінкою «успішно». 6 травня 1900 року одержав чин капітана. Протягом 11 років і 10 місяців займав посаду командира роти. 30 липня 1905 року одержав чин підполковника, а 6 грудня 1910 року — в чині полковника . У березні 1914 року служив в 4-му Кавказькому стрілецькому полку, а 7 квітня 1914 був переведений на службу до 77-го піхотного Тенгінського полку.
Брав участь в Першій світовій війні. З 9 січня 1915 року по 15 лютого 1916 року було командиром 11-го Кавказького стрілецького полку. Під час командування полком, 7 січня 1916 року удостоєний ордена Святого Георгія 4-го ступеня. Був командувачем однієї з бригад 5-ї стрілецької дивізії з 15 по 18 лютого 1916 року. 18 лютого 1916 року «за бойові відзнаки» був проведений в генерал-майори зі старшинством з 25 вересня 1915 року і затверджений на посаді командира бригади. З 7 лютого по 22 серпня 1917 року був командувачем 174-ї піхотної дивізії, а з 22 серпня 1917 року — командувачем 67-ї піхотної дивізії
З 1918 по 1921 роки служив в армії Грузинської Демократичної Республіки. Після встановлення більшовицької влади в Грузії, в березні 1921 року був заарештований і звинувачений в участі в підпільній організації «Військовий центр». 20 травня 1921 року його розстріляли.

## Нагороди
- Орден Святого Георгія 4-го ступеня (наказ 7 січня 1916) ;
- Орден Святого Володимира 3-го ступеня з мечами (Найвищий наказ від 8 березня 1916);
- Орден Святого Володимира 4-го ступеня з мечами і бантом (Наказ по армії і флоту від 14 квітня 1917);
- Орден Святої Анни 2-го ступеня (Найвищий наказ від 16 травня 1914); мечі до ордену (Найвищий наказ від 14 грудня 1915)
- Орден Святого Станіслава 2-го ступеня (1910);
- Орден Святого Станіслава 3-го ступеня (1906).